# Magdalena Durán García
Magdalena Durán García (13 de junio de 1998) es una deportista española que compite en ciclismo de montaña en la disciplina de campo a través. Ganó una medalla de bronce en el Campeonato Europeo de Ciclismo de Montaña de 2019, en la prueba de eliminación.

## Medallero internacional
| Campeonato Europeo | Campeonato Europeo     | Campeonato Europeo | Campeonato Europeo |
| Año                | Lugar                  | Medalla            | Competición        |
| ------------------ | ---------------------- | ------------------ | ------------------ |
| 2019               | Brno (República Checa) | Medalla de bronce  | Eliminación        |